# Mestres da Web
Mestres da Web Ltda é uma empresa brasileira de tecnologia da informação, fundada em 2007 e sediada em Mogi das Cruzes, no estado de São Paulo. Atua no desenvolvimento de soluções digitais para empresas, com foco em sistemas personalizados, automação de processos e aplicações com inteligência artificial.

## História
A empresa iniciou suas atividades como uma consultoria em tecnologia da informação em 2007. Em 2014, expandiu suas operações para a área de marketing digital. A partir de 2016, passou a atuar exclusivamente com desenvolvimento de software e automação de processos.
Desde 2023, a empresa incorporou ferramentas de inteligência artificial em seus projetos e soluções corporativas.
Em 2021, foi listada pela revista Pequenas Empresas & Grandes Negócios como uma das 100 melhores pequenas empresas para trabalhar no Brasil.

## Programa educacional
A Mestres da Web mantém o programa Day College, uma iniciativa gratuita de imersão em tecnologia voltada para estudantes do ensino público e técnico das regiões do Alto Tietê, Guarulhos e Baixada Santista. O projeto foi lançado em 2023 e promove visitas quinzenais à sede da empresa, com atividades práticas nas áreas de lógica de programação, desenvolvimento web, design digital e introdução à inteligência artificial.
O programa já recebeu cerca de 400 estudantes até julho de 2025. Parte dos participantes passou a estagiar na própria empresa após as visitas.

## Operações
A Mestres da Web conta com cerca de 74 funcionários e já desenvolveu mais de mil projetos para empresas dos setores de logística, saúde, educação e gestão empresarial.